# 信岡沙希重
信岡 沙希重（のぶおか さきえ、1977年8月24日 - ）は、短距離走専門の日本の陸上競技選手、陸上競技指導者。山口県下関市出身。伊奈学園総合高等学校、早稲田大学卒業。女子200mの前日本記録保持者（23秒33）である。

## 略歴
小学校時代から抜群の俊足を見せ、中学校から陸上留学した。早大では、中心選手として活躍。大学卒業後、ミズノに入社。2001年、エドモントン世界選手権4×400mR代表に選出された。2004年、アテネオリンピック出場は逸したが、この頃から徐々に日本のトップ選手に成長。2004年に日本選手権の200mで優勝し以後2008年まで5連覇。特に、2006年の日本選手権では圧倒的な強さを見せ、100m・200mで2冠を達成した。
女子走高跳日本記録保持者の今井美希とは元チームメイトで親しい間柄。
2012年9月の全日本実業団陸上を最後に引退した。引退後には早稲田大学大学院に進み、城西大学で陸上競技部のコーチを務めた。2015年4月からは福岡大学スポーツ科学部講師および同大学陸上競技部短距離ブロックコーチに就任。

## 記録
- 100m - 11秒47 （2006年4月8日）
- 200m - 23秒33 （2004年6月6日、日本歴代3位）
- 4x100mR - 43秒67 （2008年5月2日）

## 主な戦積
| 年   | 大会             | 場所         | 種目    | 結果    | 記録              | 備考     |
| ---- | ---------------- | ------------ | ------- | ------- | ----------------- | -------- |
| 1998 | アジア選手権     | 福岡         | 200m    | 8位     | 24秒48 （+1.7）   |          |
| 1998 | アジア選手権     | 福岡         | 4x400mR | 3位     | 3分35秒71 （3走） |          |
| 1998 | アジア競技大会   | バンコク     | 200m    | 8位     | 24秒48 （+0.1）   |          |
| 1998 | アジア競技大会   | バンコク     | 4x400mR | 4位     | 3分38秒61 （2走） |          |
| 1999 | 世界室内選手権   | 前橋         | 400m    | 予選    | 54秒11            | 2組4着   |
| 1999 | 世界室内選手権   | 前橋         | 4x400mR | 6位     | 3分41秒47 （2走） |          |
| 2000 | アジア選手権     | ジャカルタ   | 200m    | 予選    | 24秒77 （+0.8）   | 1組4着   |
| 2000 | アジア選手権     | ジャカルタ   | 4x100mR | 5位     | 45秒26 （3走）    |          |
| 2000 | アジア選手権     | ジャカルタ   | 4x400mR | 2位     | 3分37秒15 （3走） |          |
| 2001 | 東アジア競技大会 | 大阪         | 200m    | 6位     | 23秒98 （-0.7）   |          |
| 2001 | 東アジア競技大会 | 大阪         | 4x400mR | 2位     | 3分33秒06 （3走） | 日本記録 |
| 2001 | 世界選手権       | エドモントン | 4x400mR | 予選    | 3分33秒51 （3走） | 2組6着   |
| 2002 | アジア選手権     | コロンボ     | 200m    | 8位     | 25秒13 （-2.1）   |          |
| 2002 | アジア選手権     | コロンボ     | 4x100mR | 5位     | 45秒74 （2走）    |          |
| 2002 | アジア選手権     | コロンボ     | 4x400mR | 2位     | 3分38秒29 （2走） |          |
| 2005 | 世界選手権       | ヘルシンキ   | 4x100mR | 予選    | 44秒52 （4走）    | 3組5着   |
| 2005 | アジア選手権     | 仁川         | 200m    | 4位     | 24秒02 （+0.9）   |          |
| 2005 | アジア選手権     | 仁川         | 4x100mR | 3位     | 44秒85 （2走）    |          |
| 2006 | アジア競技大会   | カタール     | 200m    | 6位     | 23秒98 （-0.7）   |          |
| 2006 | アジア競技大会   | カタール     | 4x100mR | 2位     | 44秒87 （4走）    |          |
| 2007 | アジア選手権     | アンマン     | 4x100mR | 2位     | 45秒06 （3走）    |          |
| 2007 | 世界選手権       | 大阪         | 200m    | 1次予選 | 23秒74 （+0.2）   | 6組7着   |
| 2007 | 世界選手権       | 大阪         | 4x100mR | 予選    | 失格 （2走）      |          |